# Balinț

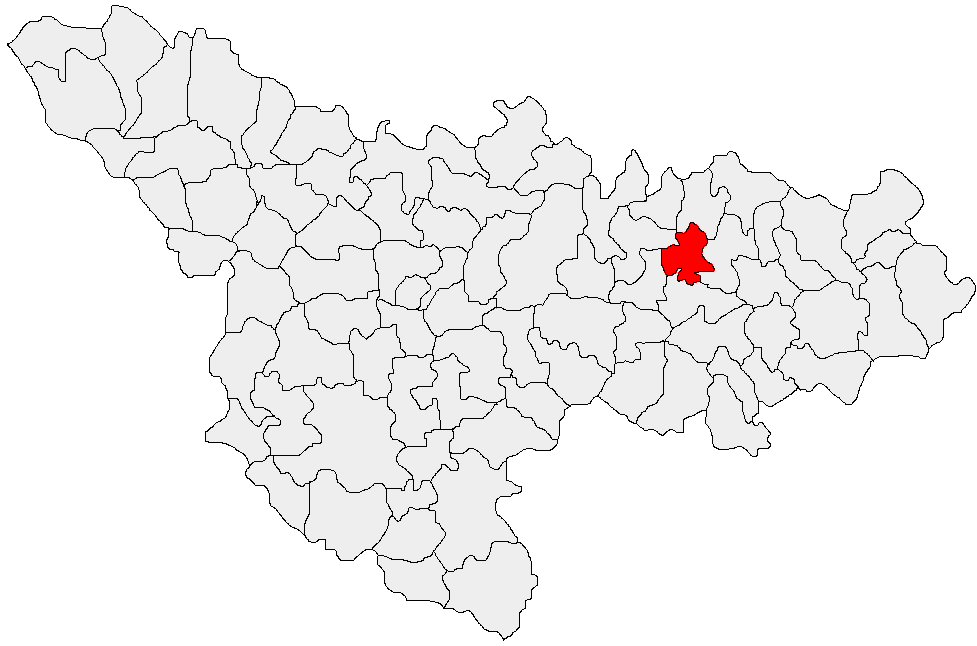
Lage der Gemeinde Balinț im Kreis Timiș

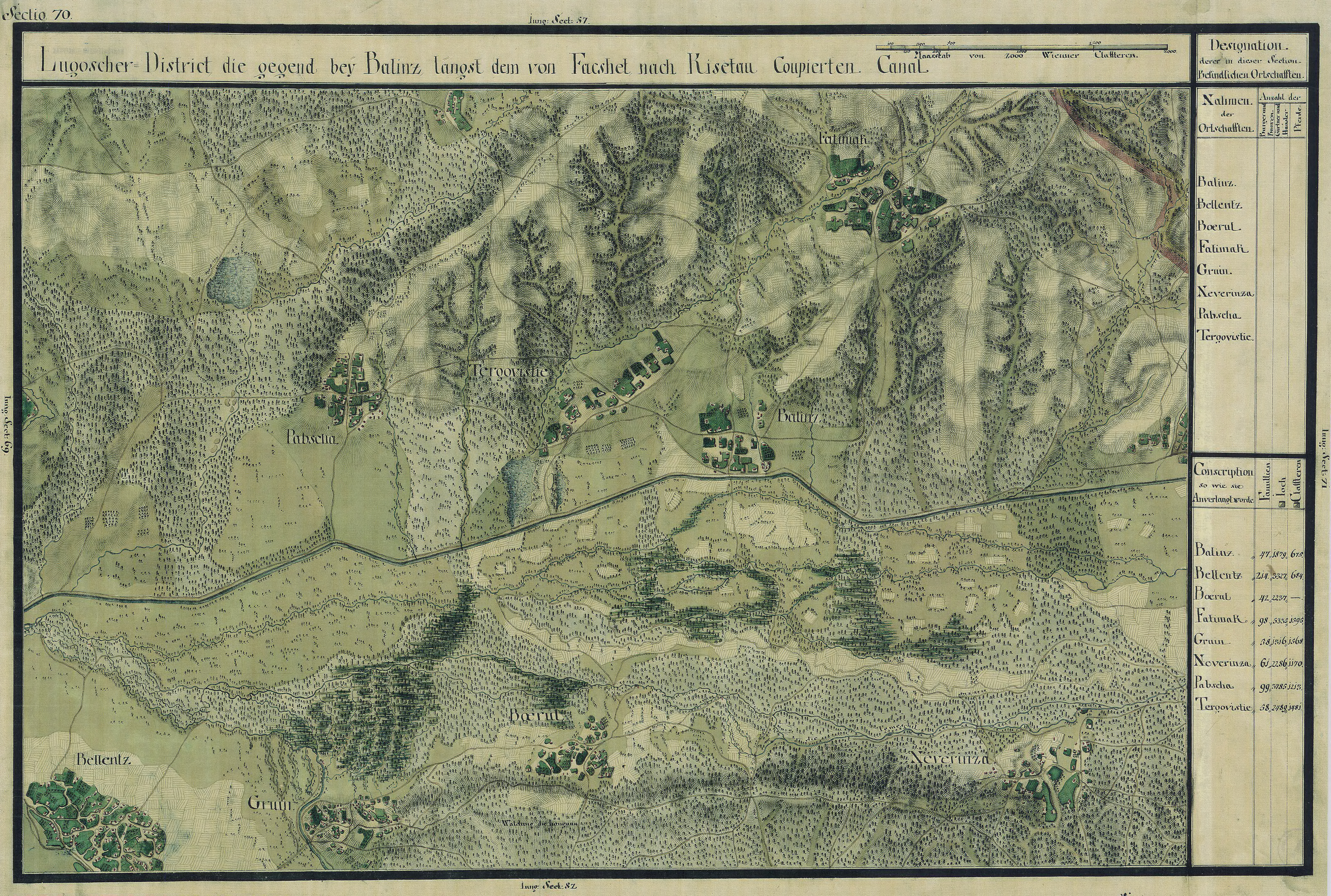
Balinț auf der Josephinischen Landaufnahme (1769–1772)

Balinț (deutsch Balinz, ungarisch Bálinc) ist eine Gemeinde im Kreis Timiș in der Region Banat im Südwesten Rumäniens.

## Nachbarorte
| Secaș   | Bara                                        | Ohaba Lungă |
| Ghizela | Kompassrose, die auf Nachbargemeinden zeigt | Bethausen   |
| Belinț  | Țipari                                      | Traian Vuia |

## Geografische Lage
Balinț liegt an der Kreisstraße DJ609B, in 15,7 km Entfernung von Lugoj und 64,3 km von der Kreishauptstadt Timișoara.

## Geschichte
Im Laufe der Jahrhunderte traten verschiedene Schreibweisen des Ortsnamens in Erscheinung: 1480 Belincz, 1482 Belyncz, 1488 Felsewbalyncz, Alsobalyncz, 1510 Felső-Balyncz, Alsó-Balincz, Balyncz, 1554 Balynch, 1560 Alsó-Balyncz, Felső-Balyncz, 1690–1700 Balincz, 1717 Balnizi,  1808 Balincz, 1839 Balincz, 1847 Bálincz, 1858 Balinz, 1863 Bálincz, 1873, 1877 Balinc, 1882 Bálincz, Balintiu, 1893, 1910 Bálincz, 1909 Balinţ, Bálincz, 1913 Bálinc, 1921 Balinţ, Bálinc, 1925 Balinţ.
Die Ortschaft Felső-Balyncz wird 1510 erstmals urkundlich erwähnt. Auf der Josephinischen Landaufnahme von 1717 ist der Ort Balinz eingetragen. Nach dem Frieden von Passarowitz (1718) war die Ortschaft Teil der Habsburger Krondomäne Temescher Banat. 1778 wurde das Banat von der Kaiserin Maria Theresia dem Königreich Ungarn zugesprochen. Von 1849 bis 1860 war es Teil eines eigenständigen Kronlandes der Woiwodschaft Serbien und Temescher Banat.
Nach dem Österreichisch-Ungarischen Ausgleich (1867) wurde das Banat dem Königreich Ungarn innerhalb der Doppelmonarchie Österreich-Ungarn angegliedert. Anfang des 20. Jahrhunderts fand das Gesetz zur Magyarisierung der Ortsnamen (Ga. 4/1898) Anwendung. Der amtliche Schreibweise des Ortsnamens war Bálinc. Die ungarischen Ortsbezeichnungen blieben bis zur Verwaltungsreform von 1923 im Königreich Rumänien gültig, als die rumänischen Ortsnamen eingeführt wurden. Die offizielle Ortsbezeichnung Balinț wurde eingeführt.
Der Vertrag von Trianon am 4. Juni 1920 hatte die Dreiteilung des Banats zur Folge, wodurch Balinț an das Königreich Rumänien fiel.

## Bevölkerung
| Entwicklung der ethnischen Gruppen | Entwicklung der ethnischen Gruppen | Entwicklung der ethnischen Gruppen | Entwicklung der ethnischen Gruppen | Entwicklung der ethnischen Gruppen | Entwicklung der ethnischen Gruppen | Entwicklung der ethnischen Gruppen | Entwicklung der ethnischen Gruppen |
| Jahr                               | Gesamt                             | Rumänen                            | Ungarn                             | Deutsche                           | Serben                             | Roma                               | Übrige                             |
| ---------------------------------- | ---------------------------------- | ---------------------------------- | ---------------------------------- | ---------------------------------- | ---------------------------------- | ---------------------------------- | ---------------------------------- |
| 1880                               | 2208                               | 1909                               | 93                                 | 142                                | 4                                  | ?                                  | 64                                 |
| 1900                               | 3868                               | 2360                               | 1367                               | 118                                | 3                                  | ?                                  | 31                                 |
| 1941                               | 3732                               | 2073                               | 1482                               | 95                                 | -                                  | ?                                  | 82                                 |
| 1977                               | 2523                               | 1687                               | 817                                | 13                                 | 3                                  | 3                                  | 6                                  |
| 1992                               | 1849                               | 1260                               | 560                                | 4                                  | -                                  | 25                                 | 26                                 |
| 2002                               | 1754                               | 1174                               | 480                                | 8                                  | 1                                  | 73                                 | 18                                 |
| 2011                               | 1596                               | 1102                               | 373                                | 2                                  | 2                                  | 35                                 | 82                                 |
| 2021                               | 1489                               | 1037                               | 342                                | 2                                  | 2                                  | 13                                 | 93                                 |

## Bildergalerie

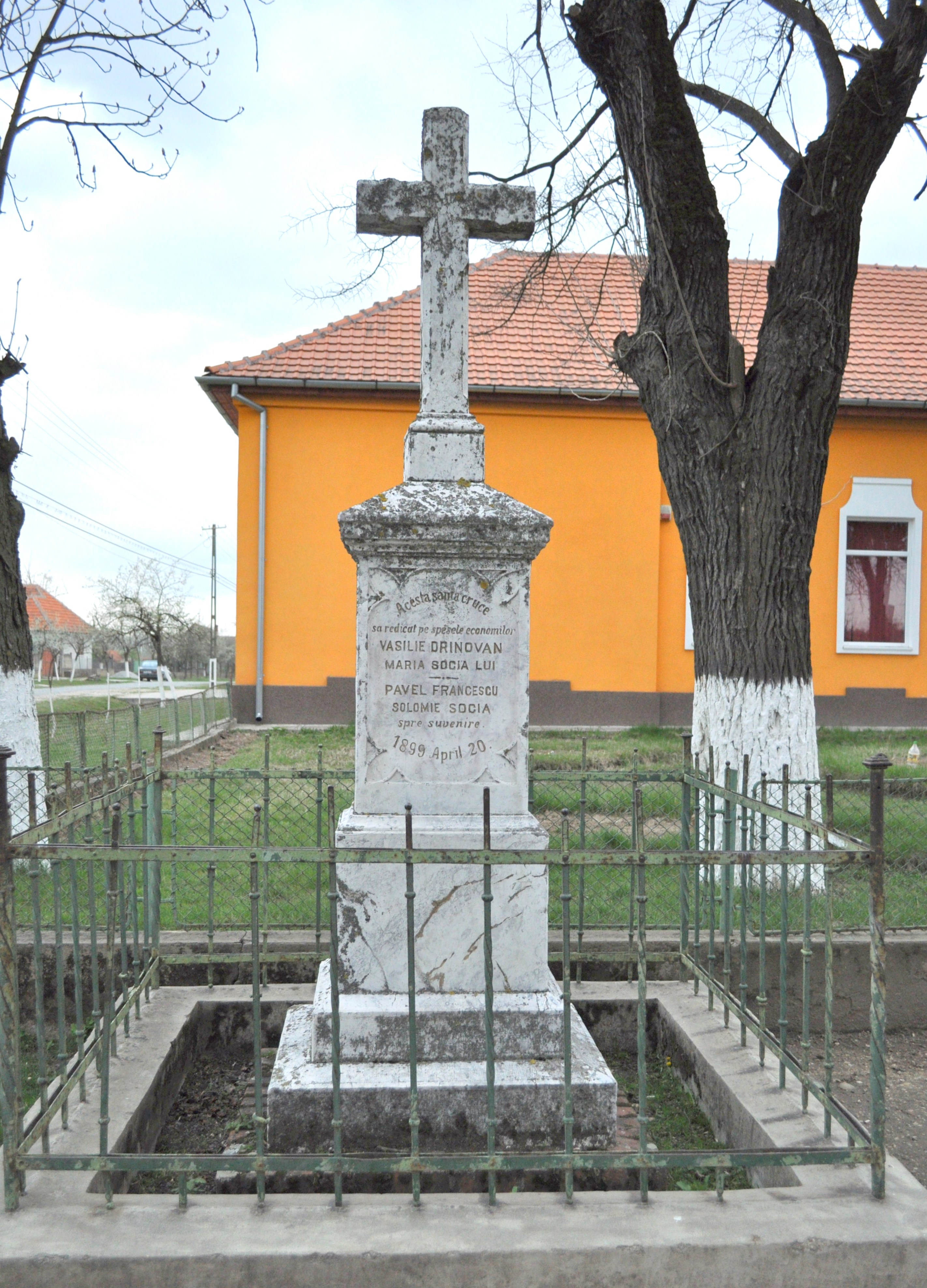
Friedhof
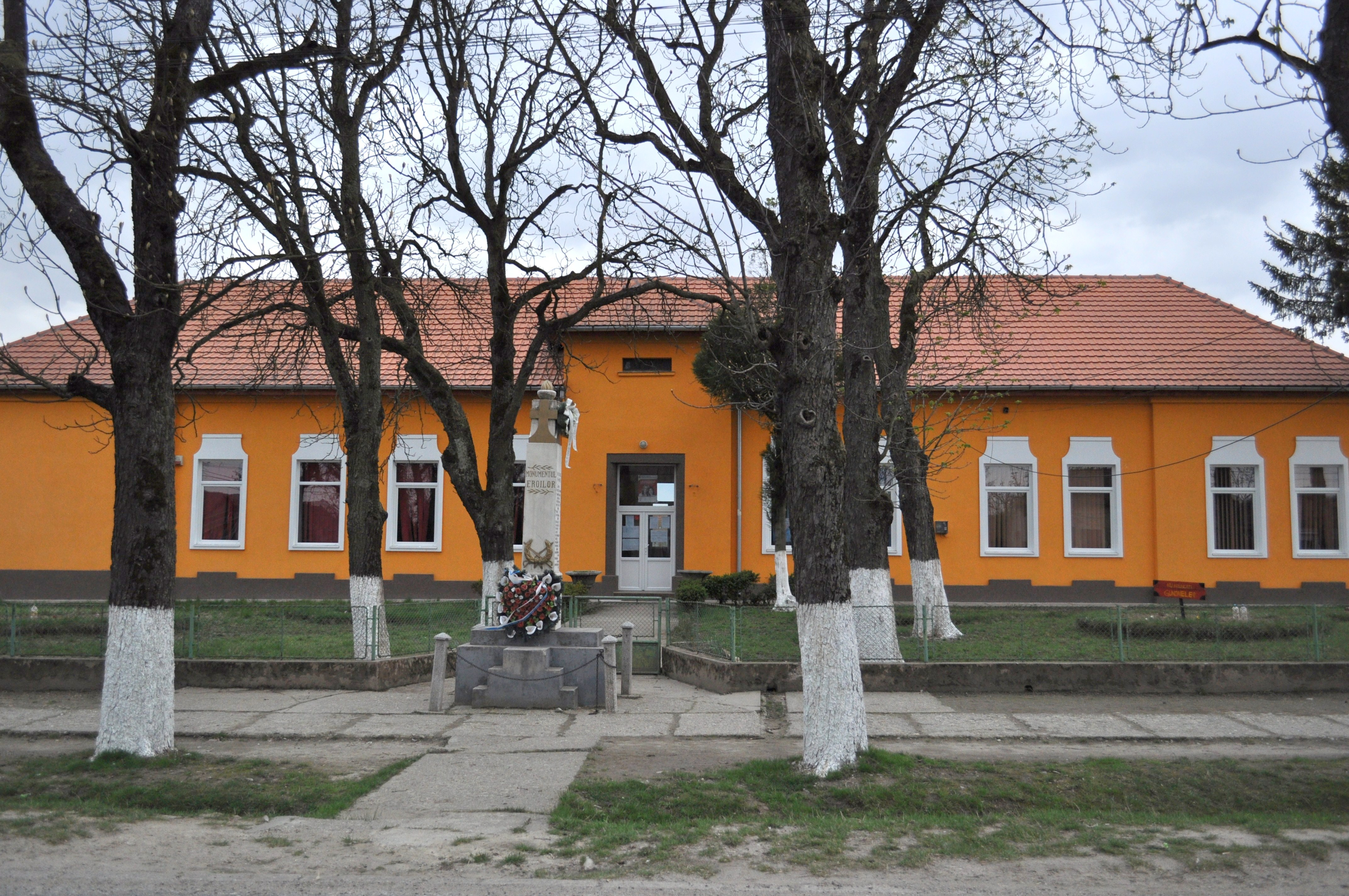
Schule
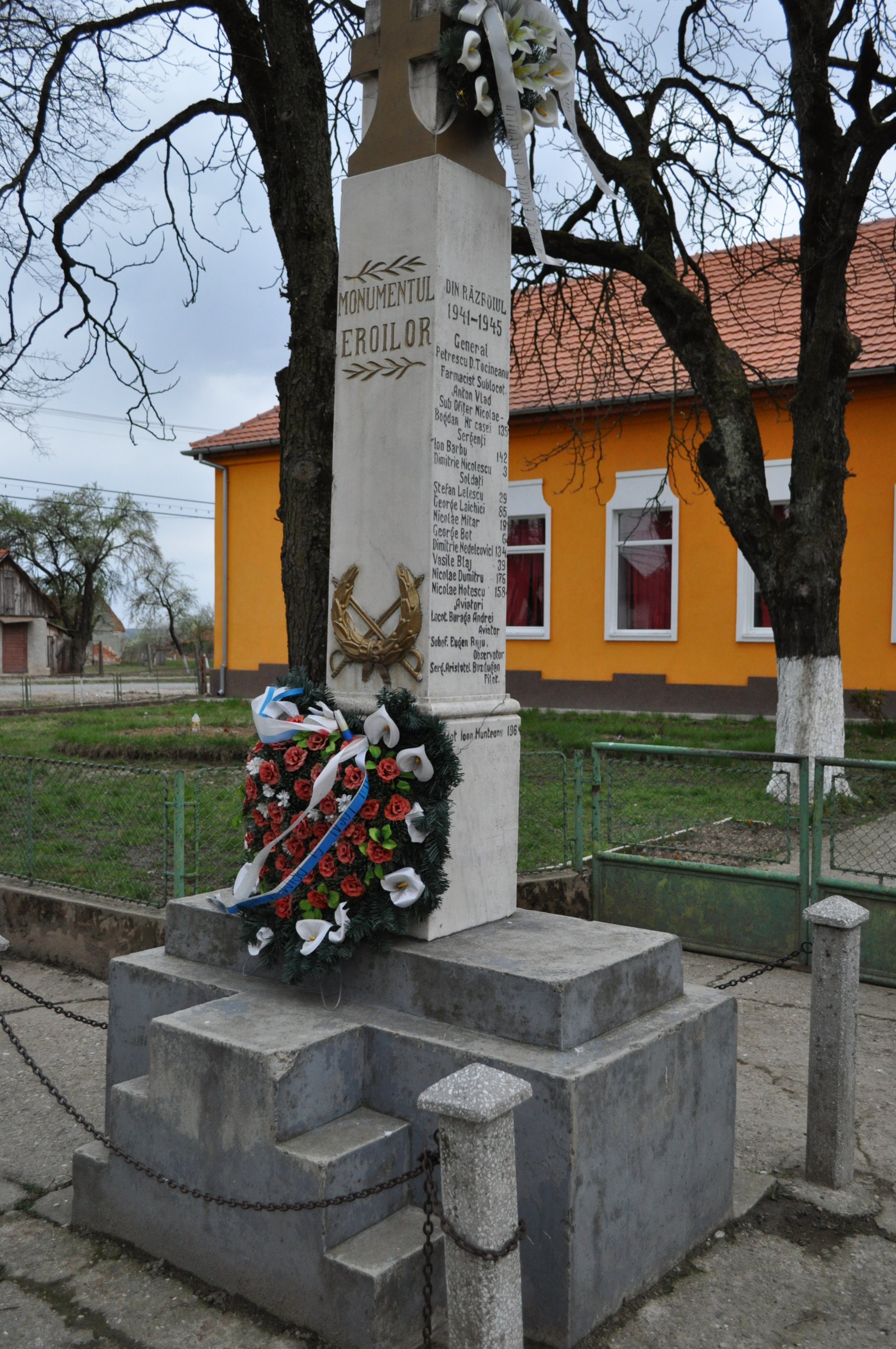
Kriegerdenkmal